# Stefan Nastić
Stefan Nastić (in serbo Стефан Настић?; Novi Sad, 22 novembre 1992) è un ex cestista serbo.

## Carriera
Con la Serbia ha disputato i Giochi del Mediterraneo di Mersin 2013.

## Palmarès
- Campione NIT (2012, 2015)
- Lega Adriatica: 1

Stella Rossa Belgrado: 2015-16